# Fukudai-mae (métro de Fukuoka)
Fukudai-mae (福大前駅, Fukudai-mae-eki) est une station de la ligne Nanakuma du métro de Fukuoka. Elle est située dans l'arrondissement de Jōnan à Fukuoka au Japon.

## Situation sur le réseau
Établie en souterrain, Fukudai-mae est située au point kilométrique (PK) 4,3 de la ligne Nanakuma. Elle est située entre la station Umebayashi, en direction du terminus ouest Hashimoto, et la station Nanakuma, en direction du terminus est Hakata.

## Histoire
La station Fukudai-mae est mise en service le 3 février 2005, lors de l'ouverture à l'exploitation des 16 stations de la ligne Nanakuma entre Tenjin-minami et Hashimoto.

## Services aux voyageurs

### Accès et accueil
La station est ouverte tous les jours.
Fukudai-mae est desservie par les rames de la ligne Nanakuma : 
- voie 1 : direction Hakata
- voie 2 : direction Hashimoto

Installations et desserte
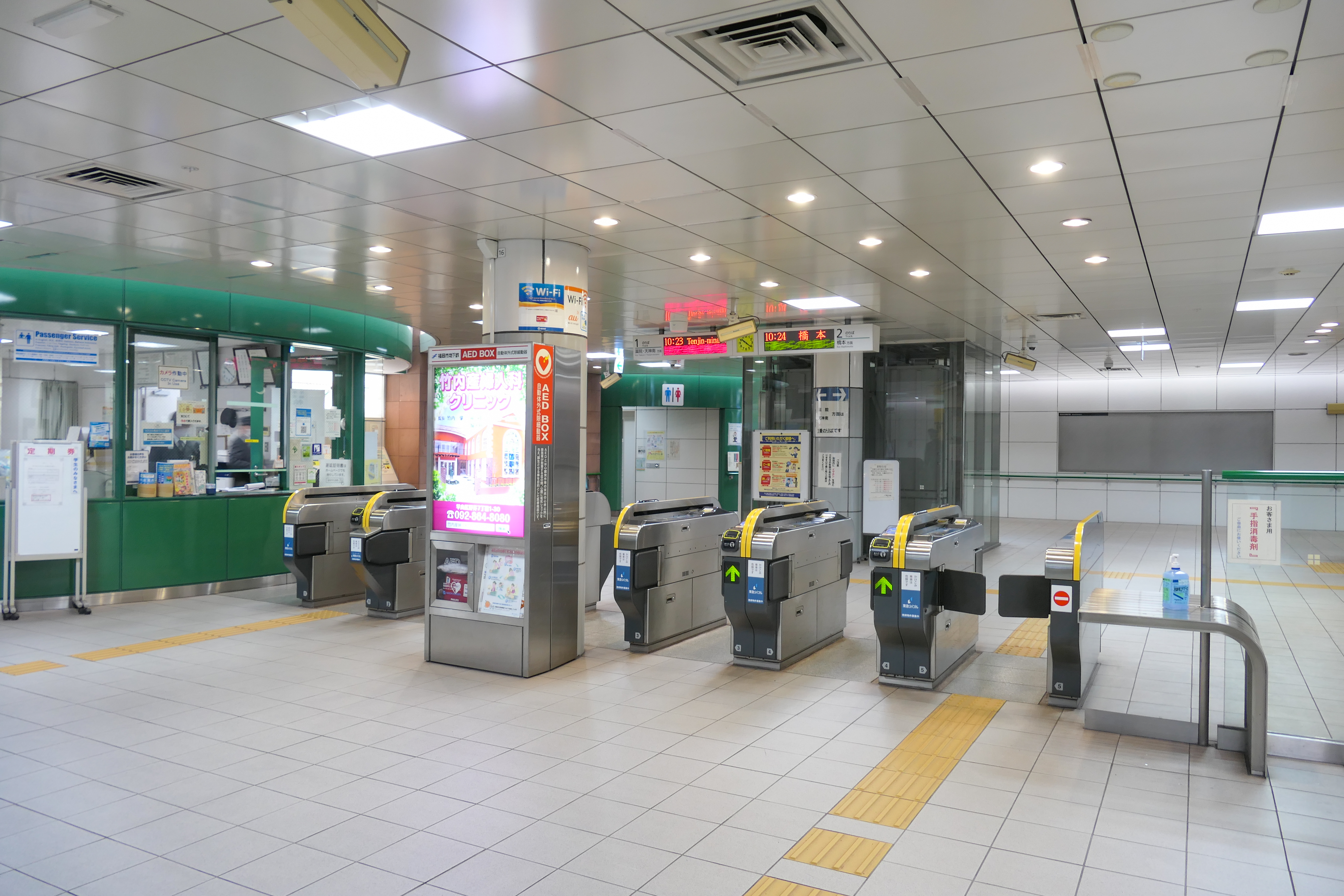
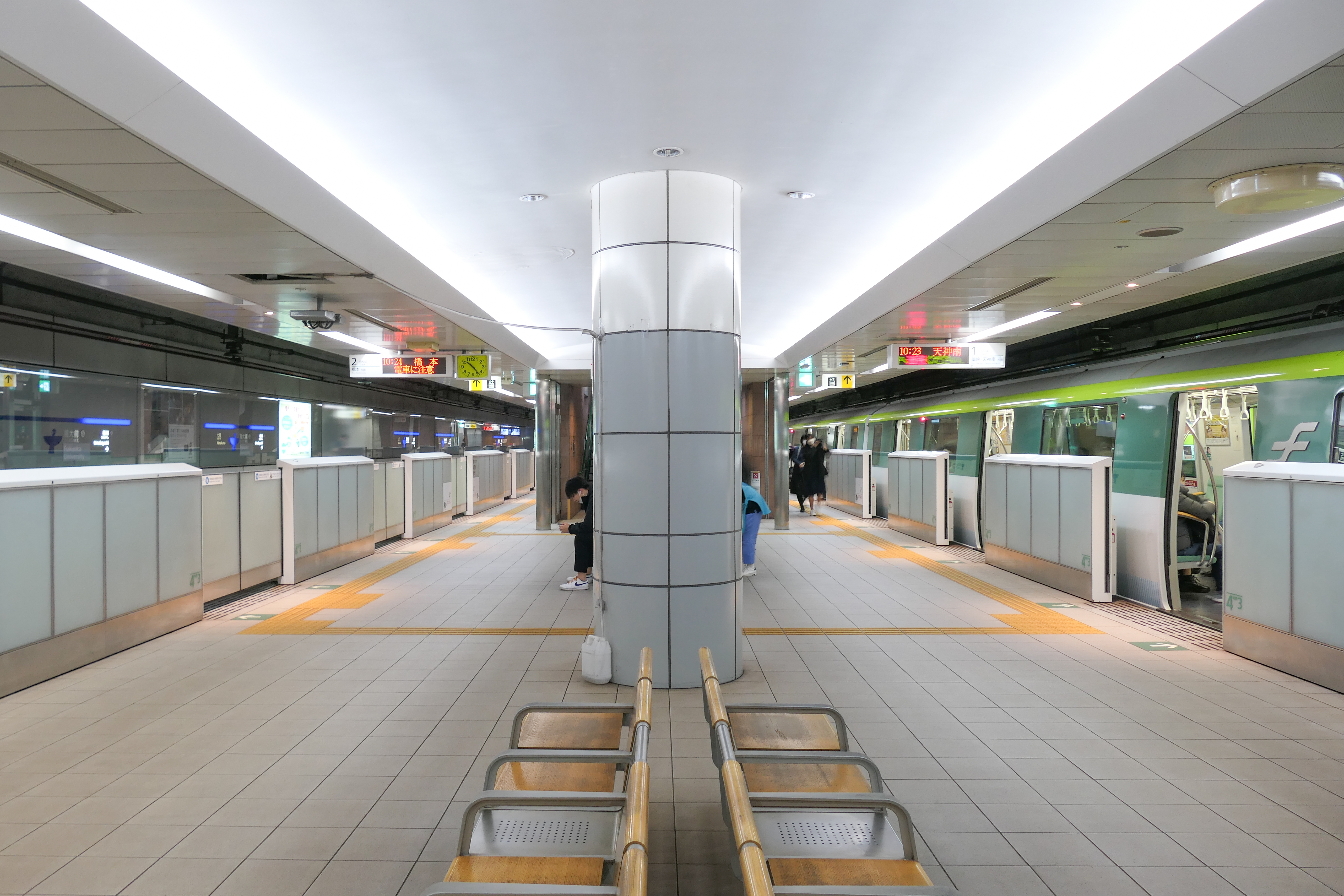

## À proximité
- Université de Fukuoka